# میسیسیپی میلز، انتاریو
میسیسیپی میلز، انتاریو (به انگلیسی: Mississippi Mills, Ontario) یک منطقهٔ مسکونی در کانادا است که در شهرستان لنارک واقع شده‌است. میسیسیپی میلز ۵۱۹٫۵۳ کیلومتر مربع مساحت و ۱۳٬۱۶۳ نفر جمعیت دارد.